# Vindelns landskommun
Vindelns landskommun var en tidigare kommun i Västerbottens län. Kommunkod 1952-1970 var 2404.

## Administrativ historik
Degerfors landskommun inrättades den 1 januari 1863 i Degerfors socken i Västerbotten  när 1862 års kommunalförordningar trädde i kraft.
I denna landskommun fanns tre municipalsamhällen. Det första, Vindelns municipalsamhälle, inrättades den 12 december 1924 och upplöstes med utgången av år 1958. Det andra, Hällnäs municipalsamhälle, inrättades den 30 juli 1937 och upplöstes med utgången av år 1962. Det tredje och sista, Granöns municipalsamhälle, inrättades den 21 november 1941 och upplöstes också med utgången av år 1958.
Kommunreformen 1952 påverkade inte indelningarna i området, då varken Västerbottens eller Norrbottens län berördes av reformen.
Degerfors landskommun bytte namn till Vindelns landskommun 1969 och blev Vindelns kommun när enhetlig kommuntyp infördes två år senare, utan territoriell förändring.

### Kyrklig tillhörighet
I kyrkligt hänseende tillhörde kommunen Degerfors församling som bytte namn 1970 till Vindelns församling. 1962 tillkom Åmsele församling.

## Kommunvapnet
Blasonering: Sköld, karvskurestyckad av blått, vari en balkvis ställd lax av silver med röda fenor, och av silver, vari en balkvis ställd blå slaga.
Vapnet föreslogs på 1950-talet av en rektor i kommunen. Laxen kommer från Umeå tingslags sigill och slagan syftar på jordbruk. Det fastställdes för dåvarande Degerfors landskommun av Kungl. Maj:t 1957 och registrerades för Vindelns kommun hos Patent- och registreringsverket 1974.

## Geografi
Degerfors landskommun omfattade den 1 januari 1952 en areal av 2 958,85 km², varav 2 754,87 km² land.

### Tätorter i kommunen 1960
| Tätort    | Folkmängd |
| --------- | --------- |
| Vindeln   | 1 726a    |
| Hällnäs   | 514       |
| Granön    | 496       |
| Åmsele    | 387       |
| Tvärålund | 331       |

Tätortsgraden i kommunen var den 1 november 1960 35,1 procent.

## Politik

### Mandatfördelning i Degerfors landskommun 1938–1966
| 12 | 12 | 6 |

| 28 |

| 12 | 2 | 12 | 4 |

| 29 |

| 12 | 4 | 11 | 3 |

| 28 |

| 15 | 5 | 13 | 2 |

| 33 |

| 14 | 4 | 13 | 4 |

| 31 |

| 14 | 6 | 10 | 5 |

| 34 |

| 14 | 7 | 10 | 4 |

| 33 |

| 12 | 9 | 9 |  | 4 |

| 33 |